# Lago Ilirgytkyn
Il lago Ilirgytkyn o Ilirgytgyn (in russo озеро Илиргыткин?; in lingua sacha: Илиргытгын) è un lago d'acqua dolce della Russia siberiana orientale, situato all'interno del Circolo polare artico. Si trova nel Nižnekolymskij ulus della Repubblica Autonoma della Sacha-Jacuzia.

## Descrizione
L'Ilirgytkyn si trova nell'estremo nord del Bassopiano della Kolyma, a 30 km dalla costa della Baia della Kolyma (Mare della Siberia orientale). Il lago è costituito da due parti collegate: la lunghezza del lago più grande è di 15 km con una larghezza di 9,5 km, quello più piccolo misura 9 km per 6 km. Nella parte orientale del lago c'è una grande isola sabbiosa. La costa è leggermente frastagliata, le rive sono basse. Ci sono molti altri laghi più piccoli intorno al lago.
Immissario è il fiume Vatapvaam che proviene dal lago Ėtapligytkin; ne esce immettendosi nel vicino lago Vatapvaamgytkin, da cui sfocia ulteriormente per terminare il suo corso nel mare della Siberia orientale. Non sono presenti insediamenti nel bacino lacustre. Il lago gela da settembre-inizio ottobre sino a fine giugno; negli anni freddi non sgela completamente.

## Fauna
Ci sono pascoli e cervi selvatici intorno al lago.
Il lago è ricco di pesci, tra gli altri: coregoni, Coregonus nasus, taimen e muksun.